# Aéroport international de l'Araucanie
L'aéroport international de l'Araucanie (code IATA : ZCO • code OACI : SCQP) est le principal aéroport de la région de l'Araucanie et le sud du Chili. Il est situé à 20 km au sud de la ville de Temuco, dans la commune de Freire, province de Cautín.

## Situation

### Carte des aéroports du Chili
| \| 100 km1:8 652 000 \| Porvenir El Salvador La Serena Mocopulli Valdivia Pucón Puerto Montt Puerto Williams Antofagasta Arica El Loa Iquique Osorno Balmaceda Araucanie Désert de l'Atacama Santiago Concepcion Île de Pâques Punta Arenas |
| 100 km1:8 652 000 |

## Compagnies aériennes et destinations
| Compagnies  | Destinations                                            |
| ----------- | ------------------------------------------------------- |
| JetSmart    | Santiago du Chili-A.-M.-Benítez ,Balmaceda,Punta Arenas |
| LATAM Chile | Santiago du Chili-A.-M.-Benítez                         |
| Sky Airline | Santiago du Chili-A.-M.-Benítez                         |

Édité le 17/11/2018